# Desmodium scalare
Desmodium scalare är en ärtväxtart som beskrevs av Bernice Giduz Schubert och Mcvaugh. Desmodium scalare ingår i släktet Desmodium och familjen ärtväxter. Inga underarter finns listade i Catalogue of Life.